# شهرستان رزن
شهرستان رزن یکی از شهرستان‌های استان همدان ایران است. مرکز این شهرستان، شهر رزن است.
این شهرستان در تاریخ ۱۹ آبان ۱۳۷۲ از شهرستان همدان جدا شد و مستقل گردید.

## موقعیت جغرافیایی
شهرستان رزن از شمال شرقی با شهرستان آوج استان قزوین، از شمال غربی با شهرستان خدابنده استان زنجان، از غرب تا جنوب غربی با شهرستان کبودرآهنگ، از جنوب شرقی با شهرستان فامنین و از شرق با شهرستان درگزین همسایه است.

## تقسیمات کشوری
شهرستان رزن دارای ۳ بخش، ۶ دهستان و ۲ شهر به شرح زیر است:

### شهرستان رزن
| بخش    | مرکز بخش | جمعیت بخش ۱۳۹۵ | نام دهستان  | مرکز دهستان | جمعیت دهستان ۱۳۹۵ | شهر            | جمعیت شهر ۱۳۹۵ |
| ------ | -------- | -------------- | ----------- | ----------- | ----------------- | -------------- | -------------- |
| مرکزی  | رزن      | ۳۳٬۶۲۳ نفر     | رزن         | رزن         | ۱۴٬۵۷۲ نفر        | رزن            | ۱۴٬۲۷۵ نفر     |
| مرکزی  | رزن      | ۳۳٬۶۲۳ نفر     | خرقان       | سورتجین     | ۴٬۷۷۶ نفر         | رزن            | ۱۴٬۲۷۵ نفر     |
| سردرود | دمق      | ۲۳٬۰۱۷ نفر     | سردرود علیا | خورونده     | ۱۱٬۸۵۶ نفر        | دمق            | ۳٬۲۳۱ نفر      |
| سردرود | دمق      | ۲۳٬۰۱۷ نفر     | سردرود سفلی | دمق         | ۷٬۹۳۰ نفر         | دمق            | ۳٬۲۳۱ نفر      |
| بغراطی | بابانظر  | ۱۳٬۹۴۸ نفر     | بغراطی      | تپه دیبی    | ۷٬۸۲۰ نفر         | ************** | ************** |
| بغراطی | بابانظر  | ۱۳٬۹۴۸ نفر     | قینرجه      | قینرجه      | ۶٬۱۲۸ نفر         | ************** | ************** |

## جمعیت
بر پایه سرشماری عمومی نفوس و مسکن در سال ۱۳۹۵، جمعیت شهرستان رزن برابر با ۷۰٬۵۸۸ نفر بوده است.